# Stazione di Pisogne
La stazione di Pisogne è una stazione ferroviaria della linea Brescia-Iseo-Edolo a servizio dell'omonimo comune.
È gestita da Ferrovienord.

## Storia
Il posizionamento della stazione, del piazzale ferroviario e dei fabbricati relativi fu stabilito da una convenzione tra il comune di Pisogne e la Società Nazionale Ferrovie e Tramvie (SNFT) sottoscritta l'11 aprile 1905. In essa si stabiliva che si sarebbe proceduto a costruire un ramo ferroviario, lungo circa un chilometro, diretto dalla stazione al lago e si sarebbe proceduto alla rettificazione del percorso del torrente Trobiolo.
Fu aperta al servizio l'8 luglio 1907 assieme alla tratta ferroviaria Iseo-Pisogne, primo tronco della ferrovia camuna che sarebbe giunta fino a Edolo. La stazione fu capolinea di un breve servizio Iseo-Pisogne, gestito dalla SNFT, fino al 13 agosto: da quel giorno, grazie a un accordo con le Ferrovie dello Stato (FS), fu possibile effettuare il servizio passeggeri fino al capoluogo senza trasbordo a Iseo, utilizzando materiale dell'ente statale. La cerimonia inaugurale della stazione e del tronco ferroviario si tenne invece il 22 settembre. La SNFT assunse direttamente la gestione della relazione solo dal 1º novembre.
Il 30 dicembre 1907, con l'apertura al servizio pubblico del tronco della linea camuna fino a Breno, la stazione divenne capolinea anche di una breve relazione Pisogne-Breno, separata dalla precedente. Il 1º febbraio 1908, con l'introduzione del nuovo orario definitivo della SNFT, le due relazioni furono unificate.

## Strutture e impianti

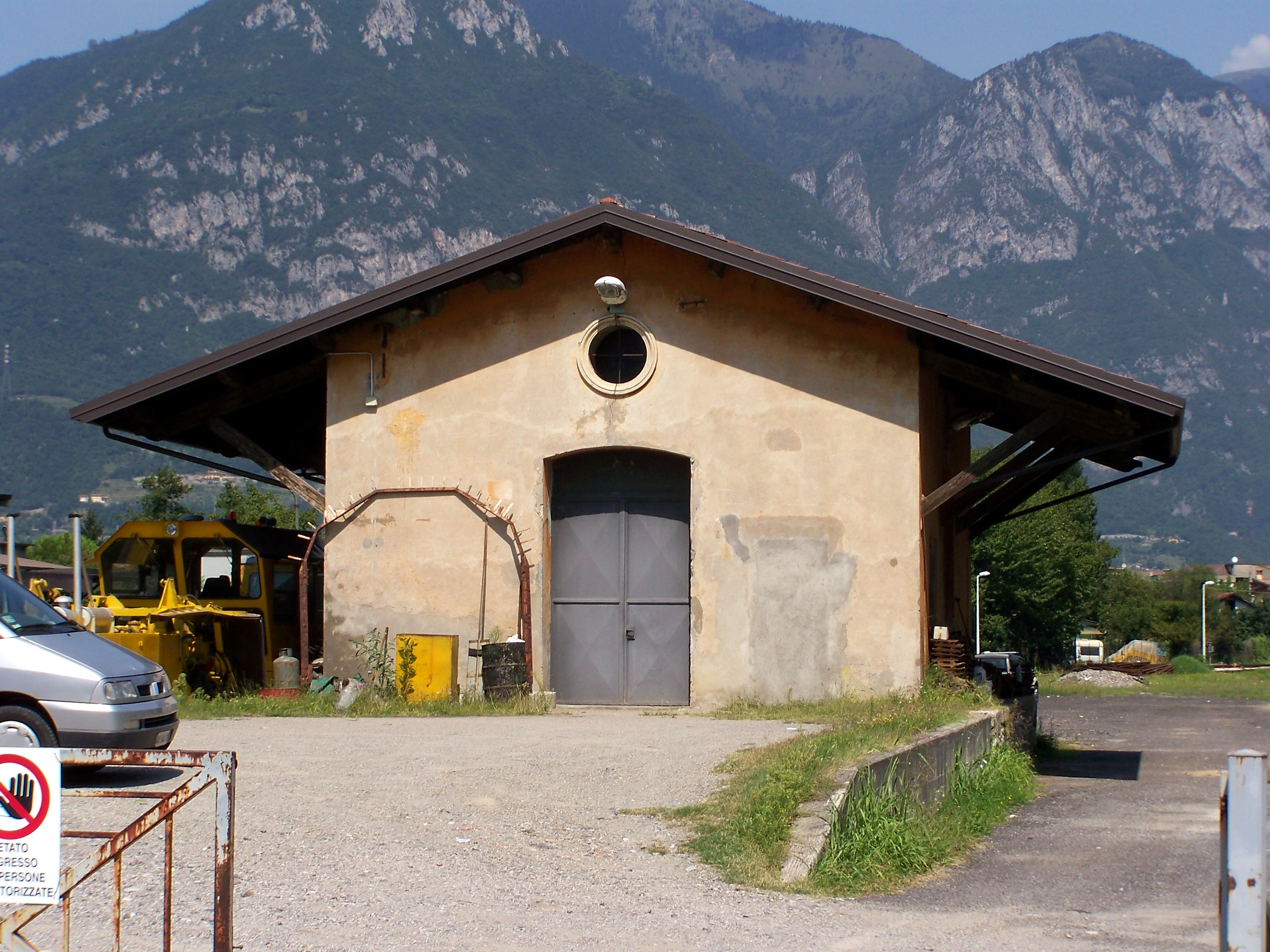
Il magazzino merci nel 2009

Il fabbricato viaggiatori è stato costruito nello stile delle stazioni secondarie di prima classe della SNFT costruite sulla Iseo-Edolo e infatti è simile a quelli delle stazioni di Iseo, Breno e Edolo.
Il piazzale è composto dal binario di corsa della linea ferroviaria e da due binari di raddoppio, per incroci e precedenze, lunghi entrambi 211 m. Lo scalo merci è situato a fianco della linea ferroviaria, a nord del fabbricato viaggiatori, ed è dotato di due binari tronchi, lunghi rispettivamente 165 m e 86 m, di un piano caricatore e di un magazzino.
I binari a servizio passeggeri sono dotati di due banchine: quella a servizio del primo binario è lunga 90 m, mentre quella a servizio del secondo e del terzo binario è lunga 180 m. Gli attraversamenti sono a raso.
Fino agli anni 2010, era presente anche un quarto binario in asse al fabbricato viaggiatori, di scalo, che era raccordato all'imbarcadero di Pisogne per i servizi di trasporto cumulativo su chiatta verso Castro di Lovere.

## Movimento
La stazione è servita dai treni RegioExpress (RE) Brescia-Edolo e dai treni regionali (R) Brescia-Breno/Edolo, eserciti da Trenord nell'ambito del contratto di servizio stipulato con la Regione Lombardia. È anche capolinea di una coppia di treni studenteschi diretti a Brescia.
Pisogne è una destinazione di tutti gli itinerari del servizio turistico Treno dei sapori.

## Servizi
- Biglietteria automatica
- Sala d'attesa
- Servizi igienici

## Interscambi
- Fermata autobus